# Cardiocondyla yoruba
Cardiocondyla yoruba is een mierensoort uit de onderfamilie van de Myrmicinae. De wetenschappelijke naam van de soort is voor het eerst geldig gepubliceerd in 2002 door Rigato.